# Challenger Cup de Voleibol Masculino
A Challenger Cup de Voleibol Masculino foi uma competição internacional de voleibol disputada por seleções masculinas filiadas a Federação Internacional de Voleibol (FIVB), órgão governamental global do esporte. O primeiro torneio foi realizado em junho de 2018 e o último em julho de 2024.
A Challenger Cup realizava-se após a fase final da Liga das Nações e o seu vencedor ganhava o direito de participar da Liga das Nações do ano seguinte, substituindo a pior colocada do grupo de seleções "desafiantes".

## Formato da competição
Nas duas primeiras edições, seis equipes participaram da Challenger Cup, sendo divididas em dois grupos de três equipes cada na primeira fase. As duas melhores equipes de cada grupo se classificavam para as semifinais. Os vencedores das semifinais avançavam para disputar o título, com a seleção vencedora se classificando para a Liga das Nações do ano seguinte.
A partir de 2022 passou a contar com oito seleções e a ser disputada em sistema eliminatório simples: quartas de final, semifinal, jogo pelo terceiro lugar e final.

## Qualificação
Disputaram a competição na sua edição inaugural, em 2018, cinco equipes das cinco confederações continentais mais uma seleção do país sede. Cada confederação continental era responsável por determinar as equipes que se qualificariam para a Challenger Cup, podendo organizar um torneio de qualificação ou usar uma competição existente para definir o(s) seu(s) representante(s).
Nos últimos anos foi disputada basicamente pelas melhores seleções ranqueadas por cada confederação (cinco), mais a seleção do país sede, a campeã da Liga Europeia Ouro e a rebaixada da Liga das Nações da mesma temporada.
Distribuição de vagas
| Confederação                                   | Vagas |
| ---------------------------------------------- | ----- |
| País-sede                                      | 1     |
| AVC (Ásia)                                     | 1     |
| CAVB (África)                                  | 1     |
| CSV (América do Sul)                           | 1     |
| NORCECA (Américas do Norte e Central e Caribe) | 1     |
| CEV (Europa)                                   | 2     |
| Rebaixada da Liga das Nações                   | 1     |
| Total                                          | 8     |

## História
Em outubro de 2017, a FIVB anunciou a criação de um novo torneio anual em parceria com a IMG e 21 federações nacionais, denominado de Liga das Nações, mais conhecida pelo seu acronônimo VNL, proveniente de sua nomenclatura em língua inglesa (Volleyball Nations League). Com 16 seleções na disputa da competição principal, foi criada também a Challenger Cup, servindo como um torneio de qualificação para a VNL do ano posterior.
Em sua edição inaugural, em 2018, classificaram-se pela Confederação Europeia de Voleibol a Estônia e a República Tcheca, campeã e vice-campeã, respectivamente, da Liga Europeia de 2018 (além de Portugal como anfitrião). A CEV foi a única a utilizar um torneio preexistente para definir seus representantes. Pela Confederação Asiática de Voleibol classificou-se o Cazaquistão, pela NORCECA definiu-se Cuba e pela Confederação Sul-Americana de Voleibol, o Chile. Para 2018, no entanto, a África não sediou nenhum tipo de evento classificatório, levando a qualificação automática dos representantes da América do Sul e Ásia. Portugal consagrou-se como o primeiro campeão do torneio ao vencer a República Tcheca na decisão por 3 sets a 1.
Mais uma vez disputada no continente europeu, a segunda edição da competição foi recebida pela cidade de Liubliana, capital da Eslovênia. Assim como os anfitriões, outras três seleções estrearam: Turquia, Bielorrússia e Egito; os demais participantes foram Cuba e Chile, que retornaram pelo segundo ano. Os chilenos e os egípcios não venceram nenhuma partida, finalizando nas últimas posições. No duelo europeu pelo bronze, melhor para os bielorrussos sobre os turcos; na disputa pelo ouro, os eslovenos não deram chances aos cubanos, vencendo-os pelo placar mínimo. Com o título, a Eslovênia garantiu uma vaga como equipe desafiante na VNL de 2020.

## Quadro de medalhas
| Ordem | País          | Medalha de ouro | Medalha de prata | Medalha de bronze |   |
| ----- | ------------- | --------------- | ---------------- | ----------------- | - |
| 1     | Cuba          | 1               | 1                | 0                 | 2 |
| 1     | Turquia       | 1               | 1                | 0                 | 2 |
| 3     | China         | 1               | 0                | 0                 | 1 |
| 3     | Eslovênia     | 1               | 0                | 0                 | 1 |
| 3     | Portugal      | 1               | 0                | 0                 | 1 |
| 6     | Bélgica       | 0               | 1                | 0                 | 1 |
| 6     | Catar         | 0               | 1                | 0                 | 1 |
| 6     | Chéquia       | 0               | 1                | 0                 | 1 |
| 9     | Bielorrússia  | 0               | 0                | 1                 | 1 |
| 9     | Coreia do Sul | 0               | 0                | 1                 | 1 |
| 9     | Egito         | 0               | 0                | 1                 | 1 |
| 9     | Estônia       | 0               | 0                | 1                 | 1 |
| 9     | Ucrânia       | 0               | 0                | 1                 | 1 |

## Aparições
| País                 | 2018 (6) | 2019 (6) | 2022 (8) | 2023 (8) | 2024 (8) | Total |
| Austrália            | •        | •        | 5º       | •        | •        | 1     |
| Bélgica              | •        | •        | •        | •        | 2º       | 1     |
| Bielorrússia         | •        | 3º       | •        | •        | •        | 1     |
| Catar                | •        | •        | 7º       | 2º       | 6º       | 3     |
| Cazaquistão          | 5º       | •        | •        | •        | •        | 1     |
| Chéquia              | 2º       | •        | 4º       | •        | •        | 2     |
| Chile                | 5º       | 5º       | 8º       | 4º       | 7º       | 5     |
| China                | •        | •        | •        | 5º       | 1º       | 2     |
| Coreia do Sul        | •        | •        | 3º       | •        | •        | 1     |
| Croácia              | •        | •        | •        | •        | 5º       | 1     |
| Cuba                 | 4º       | 2º       | 1º       | •        | •        | 3     |
| Egito                | •        | 5º       | •        | •        | 3º       | 2     |
| Eslovênia            | •        | 1º       | •        | •        | •        | 1     |
| Estônia              | 3º       | •        | •        | •        | •        | 1     |
| México               | •        | •        | •        | •        | 8º       | 1     |
| Portugal             | 1º       | •        | •        | •        | •        | 1     |
| República Dominicana | •        | •        | •        | 6º       | •        | 1     |
| Tailândia            | •        | •        | •        | 7º       | •        | 1     |
| Tunísia              | •        | •        | 6º       | 8º       | •        | 2     |
| Turquia              | •        | 4º       | 2º       | 1º       | •        | 3     |
| Ucrânia              | •        | •        | •        | 3º       | 4º       | 2     |